# 서동욱 (1963년)
서동욱(徐東旭, 1963년 1월 24일~)은 대한민국의 정치인이다. 제5·7·8대 울산광역시 남구청장이다.
2004년 재보궐선거에서 울산광역시 시의원에 당선, 제3·4·5대 울산광역시 시의원을 지냈다. 2014년 제6회 전국동시지방선거에서는 남구청장에 출마해 당선되으나, 2018년 선거에서 42.98%를 득표, 0.8% 차로 낙선하였다. 이후 2021년 재보궐선거에서 63.73%의 득표율로 당선, 4월 8일 구청장에 취임하였다. 제8회 전국동시지방선거에서도 남구청장에 출마하였으며 당선되며 3선에 성공했다.

## 학력
- 1975년 양사초등학교 졸업
- 1978년 대현중학교 졸업
- 1981년 학성고등학교 졸업
- 1987년 울산대학교 경제학 학사
- 2012년 동국대학교 사회과학대학원 행정학 석사

## 경력
- 1999. 1.~1999. 12. 울산청년회의소 회장
- 1999 유니세프 울산광역시 후원회 부회장
- 2002. 1.~한국청년회의소 대외정책실장
- 2003. 7.~2004. 6. 한나라당 울산광역시당 청년위원장
- 2004. 6.~2006. 6. 제3대 울산광역시의회 의원
- 2005. 7.~2006. 6. 한나라당 울산광역시당 홍보위원장
- 2006 사단법인 자연보호중앙연맹 울산광역시협의회 회장
- 2006. 7.~2010. 6. 제4대 울산광역시의회 의원
  - 2006. 7.~2008. 6. 제4대 울산광역시의회 교육사회위원회 위원장
- 2007 울산광역시 야구협회 회장
- 2007 울산광역시 출산양육 후원협의회 공동의장
- 2007. 7.~2008. 6. 한나라당 울산광역시당 사회봉사위원장
- 2008. 7.~2009. 6. 한나라당 울산광역시당 경제살리기위원장
- 2009. 7.~2010. 6. 한나라당 울산광역시당 대변인
- 2010. 7.~2014. 3. 제5대 울산광역시의회 의원
  - 2010. 7.~2012. 6. 제5대 울산광역시의회 전반기 부의장
  - 2012. 7.~2014. 3. 제5대 울산광역시의회 후반기 의장
- 2012 새누리당 울산광역시당 청년위원장
- 2012 새누리당 울산광역시당 홍보위원장
- 2012 새누리당 울산광역시당 대변인
- 2012 제18대 박근혜 대통령후보 새누리당 울산선거대책위원회 총괄본부장
- 2014. 7.~2018. 6. 제14대 민선 6기 울산광역시 남구청장
- 자유한국당 울산시당 남구비전위원장
- 2019. 7.~2020. 2. 자유한국당 지방자치위원회 부위원장
- 2019. 9.~2020. 2. 자유한국당 울산시당 지방자치특별위원회 위원장
- 2021. 4.~ 제16·17대 민선 7·8기 울산광역시 남구청장
- 2022. 7.~. 울산 구청장·군수협의회장
- 2022. 9.~. 대한민국시장·군수·구청장협의회 상임부회장

## 역대 선거 결과
|  | 62.80% |

|  | 71.79% |

|  | 51.07% |

|  | 60.69% |

|  | 42.98% |

|  | 63.73% |

|  | 66.16% |

| 전임 김두겸 (권한대행)이진벽 | 제5대 울산광역시 남구청장(민선) 2014년 7월 1일~2018년 6월 30일 | 후임 김진규 |

| 전임 김진규 (권한대행)박순철 | 제7·8대 울산광역시 남구청장(민선) 2021년 4월 8일~ |  |